# Kodra e Stanices
Kodra e Stanices (albanska: Kodra Stanices) är ett berg i Kosovo. Det ligger i den norra delen av landet, 20 km väster om huvudstaden Priština. Toppen på Kodra e Stanices är 1 086 meter över havet, eller 388 meter över den omgivande terrängen. Bredden vid basen är 22,5 km. Kodra e Stanices ingår i Čičavica.
Terrängen runt Kodra e Stanices är varierad. Kodra e Stanices är den högsta punkten i trakten. Runt Kodra e Stanices är det ganska tätbefolkat, med 222 invånare per kvadratkilometer. Närmaste större samhälle är Mitrovicë, 17,1 km norr om Kodra e Stanices. Trakten runt Kodra e Stanices består till största delen av jordbruksmark.